# William Takaku
William Takaku († 3. Januar 2011 in Port Moresby) war ein papua-neuguineischer Schauspieler, Regisseur und Drehbuchautor.

## Leben und Karriere
Zusammen mit Albert Toro schrieb er das Drehbuch für die Fernsehserie Warriors in Transit. Außerdem fungierte er auch als Regisseur. Seine erste Hauptrolle bekam er in dem Kinofilm Robinson Crusoe. Unter anderem trat er 1998 in der Serie The Violent Earth auf. Takaku starb am 3. Januar 2011 in Port Moresby.

## Filmografie
- 1992: Warriors in Transit (Fernsehserie)
- 1997: Robinson Crusoe (Film)
- 1998: The Violent Earth (Fernsehserie)